# Seututie 644
Pour les articles homonymes, voir Route 644.
La route régionale 644 (finnois : Seututie 644) est une route régionale allant de Viisarimäki à Toivakka jusqu'à Kanavuori à Jyväskylä en Finlande,,.

## Présentation
La seututie 644 est une route régionale de Finlande-Centrale.